# Claus Schenk Graf von Stauffenberg
Claus Philipp Maria Schenk Graf von Stauffenberg (pol. Claus hrabia Schenk von Stauffenberg ) (ur. 15 listopada 1907 w Jettingen, zm. 21 lipca 1944 w Berlinie) – oficer niemiecki (pułkownik), szef sztabu armii rezerwowej. Należał do grupy spiskowców, którzy zaplanowali i zrealizowali nieudany zamach na życie Hitlera 20 lipca 1944 w kwaterze führera (zwanej Wilczym Szańcem) koło Kętrzyna na Mazurach. Stauffenberg podłożył bombę w baraku, w którym odbywała się narada wyższych dowódców Wehrmachtu z udziałem Hitlera. Wybuch bomby jedynie lekko zranił Hitlera, a Stauffenberg został tego samego dnia aresztowany i następnego dnia rozstrzelany.

## Życiorys

### Pochodzenie
Stauffenberg urodził się 15 listopada 1907 roku w Jettingen w Bawarii  w jednej z najstarszych rodzin arystokratycznych. Historia rodziny Schenk von Stauffenberg sięga XIII w. a człon nazwiska Stauffenberg używany jest od XV w. Schenkowie von Stauffenberg mieli posiadłości w bawarskiej Szwabii, Wirtembergii i Górnej Frankonii.
Ojciec Clausa – Alfred Schenk Graf von Stauffenberg (1860–1936) był najwyższym marszałkiem dworu (niem. Oberhofmarschall) Królestwa Wirtembergii, a po abdykacji króla Wilhelma II Wirtemberskiego w listopadzie 1918 roku zarządzał prywatnym majątkiem rodziny królewskiej do emerytury w 1928 roku. Matka – Caroline (1875–1956), z domu von Üxküll-Gyllenbrand, wnuczka feldmarszałka Augusta von Gneisenau (1760–1831) – była damą dworu i przyjaźniła się z królową Charlottą zu Schaumburg-Lippe (1864–1946) . Claus był jednym z czterech synów – jego starszymi braćmi byli urodzeni w 1905 roku bliźniacy Berthold (1905–1944) i Alexander (1905–1964), brat bliźniak Clausa – Konrad Maria zmarł na drugi dzień po narodzinach.

### Dzieciństwo i młodość
Claus dorastał na zamku w Lautlingen . Ukończył prywatną szkołę podstawową w Stuttgarcie, gdzie od 1916 roku naukę kontynuował w Eberhard-Ludwigs-Gymnasium . Wiele chorował i często opuszczał zajęcia szkolne. Przyjaźnił się przede wszystkim z przyjaciółmi starszych braci, m.in. Theodorem Pfizerem (1904–1992), Georgiem Federerem (1905–1984) i Frankiem Mehnertem (1909–1943). Bracia von Stauffenberg interesowali się literaturą i poezją – zainteresowania wynieśli z domu, ojciec przyjaźnił się z Rainerem Marią Rilke (1875–1926) a wuj Bernhard Graf Uxkull-Gyllenband ze Stefanem George (1868–1933). Należeli do „nowych skautów” (niem. Neupfadfinder), jednej z grup niemieckiego ruchu młodzieżowego (niem. Jugendbewegung) na terenie szkoły, która była pod wpływem George Kreis . Bracia poznali poetę Stefana George i sami należeli do George Kreis .

### Kariera wojskowa

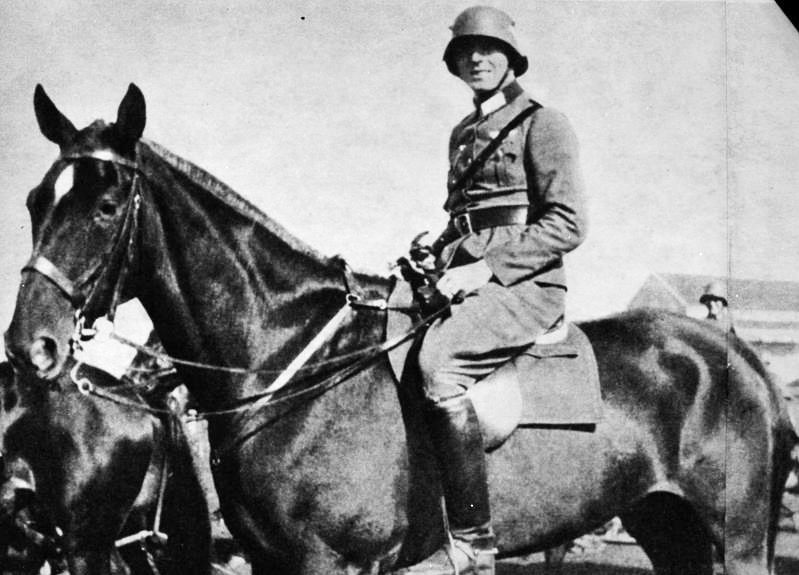
Claus von Stauffenberg podczas służby w 17. pułku kawalerii w Bambergu, 1926

Stauffenberg otrzymał szerokie wykształcenie, przejawiał zainteresowanie literaturą, muzyką i architekturą, jednak ostatecznie zdecydował się na rozpoczęcie kariery wojskowej . Przed czasem przystąpił do egzaminu maturalnego i w 1926 roku wstąpił do 17. pułku kawalerii Reichswehry w Bambergu . W latach 1927–1928 ukończył Szkołę Piechoty w Dreźnie . W 1930 roku uzyskał stopień podporucznika (niem. Leutnant), a w 1933 roku porucznika (niem. Oberleutnant) .
Z początku Stauffenberg nie był przeciwnikiem polityki Adolfa Hitlera. Zagłosował na niego w wyborach prezydenckich w 1932 roku . Popierał m.in. wypowiedzenie traktatu wersalskiego i aneksję Austrii. Dopiero z czasem zaczął nabierać dystansu do nowej władzy .
W 1933 roku wziął udział w szkoleniu wojskowym członków Sturmabteilung (SA) i organizował przekazywanie nielegalnych składów broni do Reichswehry . W 1934 roku został przeniesiony do Szkoły Kawalerii w Hanowerze, gdzie trenował wraz z późniejszymi uczestnikami letnich igrzysk olimpijskich w Berlinie w 1936 roku . W 1936 roku rozpoczął studia w berlińskiej Kriegsakademie i po dwóch latach kwalifikował się do służby w sztabie generalnym . W 1937 roku został mianowany rotmistrzem (niem. Rittmeister) .
W 1938 roku generał Erich Hoepner (1886–1944) awansował go na drugiego oficera sztabu generalnego (niem. Zweiter Generalstabsoffizier, I b) 1 Dywizji Lekkiej, który odpowiadał za zaopatrzenie  . Wraz z Hoepnerem uczestniczył w zajęciu czeskiego Kraju Sudetów .

### II wojna światowa
Na początku II wojny światowej został zaangażowany w atak na Polskę . W liście do żony Niny wyraził szereg uwag na temat polskiego społeczeństwa i korzyści Niemiec z pracy jeńców, pisał m.in.: 

Miejscowa ludność to niewiarygodny motłoch, bardzo dużo Żydów i mieszańców. Naród, który aby się dobrze czuć, najwyraźniej potrzebuje batoga. Tysiące jeńców przyczynią się na pewno do rozwoju naszego rolnictwa. Niemcy mogą wyciągnąć z tego korzyści, bo oni są pilni, pracowici i niewymagający.

 Podczas gdy niektórzy uznają te wypowiedzi za przejaw rasizmu i antysemityzmu, to biograf Stauffenberga Peter Hoffmann podkreśla potrzebę analizy listu w szerszym kontekście, zaznaczając, że w innych miejscach Stauffenberg chwalił pracowitość Polaków oraz ducha walki i odwagę polskich żołnierzy.
Jeszcze w 1939 roku Peter Yorck von Wartenburg (1904–1944) i Ulrich Wilhelm Schwerin von Schwanenfeld (1902–1944) zwrócili się do niego z prośbą o podjęcie służby w charakterze adiutanta feldmarszałka Walthera von Brauchitscha (1881–1948), naczelnego dowódcy niemieckich wojsk lądowych i wzięcia udziału w próbie zamachu stanu – Stauffenberg odmówił .
W 1940 roku brał udział w kampanii francuskiej . Pod koniec maja 1940 roku został przeniesiony do Wydziału Organizacyjnego Naczelnego Dowództwa Wojsk Lądowych (niem. Oberkommando des Heeres, OKH) . Po sukcesie kampanii francuskiej uległ ogólnonarodowej euforii . W grudniu 1941 roku z zadowoleniem przyjął przejęcie pełnej władzy rozkazodawczej przez Hitlera, który będąc zwierzchnikiem sił zbrojnych (Wehrmachtu), stał się również naczelnym dowódcą wojsk lądowych .

### Okres konspiracji
W 1942/43 Stauffenberg zaczął angażować się w działalność ruchu oporu – na jego decyzję wpływ miały doświadczenia z frontu wschodniego , informacje o masowych mordach i przekonanie o niewłaściwym dowodzeniu armią . Przekonany o niekompetencji Hitlera w prowadzeniu wojny, wzywał do ratowania Niemiec. Razem z bratem Bertholdem i członkami Kręgu z Krzyżowej brał udział w opracowywaniu odezw rządowych na okres po zamachu stanu . Spiskowcy planowali powrót do wolności i praw gwarantowanych przez konstytucję sprzed 1933 roku, lecz odmówili przywrócenia demokracji parlamentarnej .
W lutym 1943 roku został przeniesiony do Afryki Północnej jako pierwszy oficer sztabu generalnego (niem. Erster Generalstabsoffizier, I a) 10. Dywizji Pancernej , która miała ochraniać odwrót wojsk Rommla . 7 kwietnia 1943 roku został ciężko ranny wskutek ataku przeprowadzonego z nisko lecącego samolotu – stracił lewe oko, prawą dłoń oraz dwa palce u lewej ręki . Po przejściu rekonwalescencji w Niemczech, powrócił do służby w Zarządzie Ogólnym Wojsk Lądowych (niem. Allgemeines Heeresamt, AHA) w biurze mieszczącym się przy Bendlerstraße w Berlinie, którego szefem był generał Friedrich Olbricht (1888–1944) zaangażowany w działalność konspiracyjną . W sierpniu 1943 przyłączył się do opozycjonistów w Wehrmachcie i wraz z generałem Henningem von Tresckowem (1901–1944) rozpoczął planowanie kolejnego zamachu na Hitlera i przygotowania do puczu wojskowego. Pucz miał przebiegać przy wykorzystaniu istniejącego już planu operacyjnego o kryptonimie Walkiria, opracowanego przez Friedricha Olbrichta i zaaprobowanego przez Hitlera, który zakładał mobilizację wojsk rezerwy do obrony reżimu w przypadku zamieszek wewnętrznych w Niemczech. Wraz z Olbrichtem, pułkownikiem Albrechtem Mertz von Quirnheim (1905–1944) i von Tresckowem dopracował plan operacji Walkiria na potrzeby zamachu stanu. Konspiranci musieli zmierzyć się z dwoma problemami: uzyskać dostęp do Hitlera, by przeprowadzić zamach oraz zapewnić punktualne wydanie rozkazu do operacji Walkiria. Rozkaz ten musiał być wydany przez dowódcę Armii Rezerwowej, wówczas Friedricha Fromma.
W październiku 1943 roku Stauffenberg został dowódcą sztabu Armii Rezerwowej (niem. Chef des Stabes beim Befehlshaber des Ersatzheeres) u Friedricha Fromma, co zapewniło mu udział w naradach sytuacyjnych w kwaterach Hitlera . Przygotowania do zamachu koordynował z opozycjonistą Carlem Friedrichem Goerdelerem (1884–1945) i generałem Ludwigiem Beckiem (1880–1944), pozostając w kontakcie z opozycjonistami skupionymi wokół socjaldemokratów Juliusa Lebera (1891–1945) i Wilhelma Leuschnera (1890–1944) oraz z członkami kręgu z Krzyżowej, którzy współpracowali ze spiskowcami pomimo zaprzestania spotkań kręgu po aresztowaniu Helmutha Jamesa Grafa von Moltke .
Według planów spiskowców, po udanym przewrocie, dla Stauffenberga przewidziano stanowisko sekretarza stanu w Ministerstwie Wojny . Dwa miesiące przed planowanym zamachem Stauffenberg otrzymał od przymierzanego do roli kanclerza Rzeszy Carla Goerdelera jedenastopunktową listę żądań odnośnie do kształtu przyszłych Niemiec po przejęciu władzy przez spiskowców, która miała być przedstawiona zachodnim aliantom. Obejmowały one: natychmiastowe przerwanie bombardowań niemieckich miast; zaniechanie inwazji; unikanie dalszego rozlewu krwi; podtrzymanie niemieckich działań wojennych na wschodzie przy jednoczesnym wycofaniu się z zachodu, północy i południa; nieokupowanie Niemiec po wojnie; utworzenie suwerennego rządu niemieckiego i uchwalenie własnej konstytucji; współpracę aliantów z Niemcami w zaprowadzaniu pokoju; współudział Niemców w odbudowie Europy ze zniszczeń wojennych; samodzielne rozliczenie i osądzenie niemieckich zbrodniarzy wojennych; przywrócenie Niemcom praw honorowych; w kwestiach terytorialnych: utrzymanie w granicach Niemiec Austrii i Kraju Sudetów, granicę polsko-niemiecką z 1939 roku (rok wcześniej Goerdeler postulował, aby granica polsko-niemiecka przebiegała tak jak granica Cesarstwa Niemieckiego z Imperium Rosyjskim z 1914 roku, a nawet granica III Rzeszy z Generalnym Gubernatorstwem z 1940 roku), autonomię dla Alzacji i Lotaryngii.
Bezpośrednim bodźcem do przeprowadzenia zamachu na Hitlera miała być informacja o rozkazie Ernsta Kaltenbrunnera, szefa Głównego Urzędu Bezpieczeństwa Rzeszy (niem. Reichssicherheitshauptamt, RSHA), w sprawie zamordowania 40 tysięcy Żydów węgierskich w Auschwitz, wydanym wiosną 1944 roku. Wobec niepowodzenia wcześnieszych zamachów, Stauffenberg postanowił przeprowadzić kolejny osobiście . Z początku planował jednoczesne zabójstwo Hitlera, Göringa i Himmlera. Próbę podjętą 2 lipca w Berchtesgaden musiał jednak przerwać, ponieważ w spotkaniach nie uczestniczyli albo Göring albo Himmler. W obliczu postępów aliantów, Stauffenberg zdecydował się działać, nawet jeśli Göring i Himmler nie mogli być celem ataku.

### Zamach 20 lipca

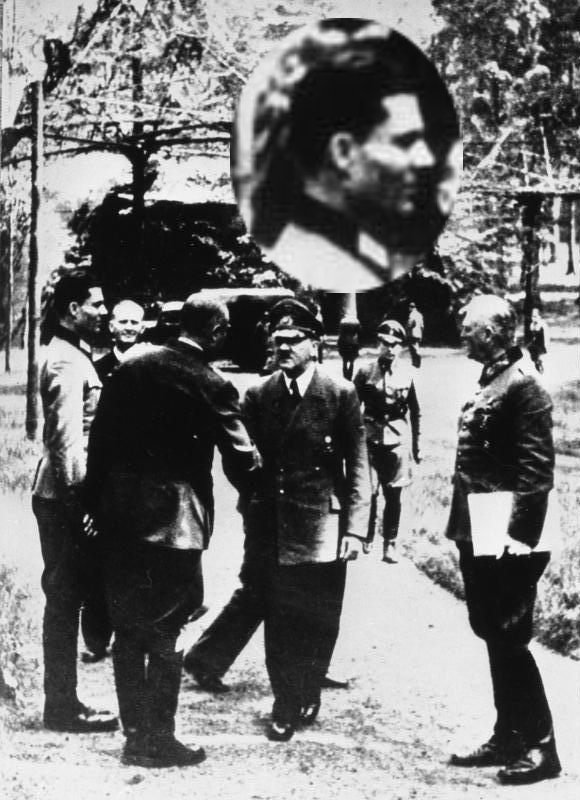
Stauffenberg (po lewej stronie) razem z Hitlerem i Keitlem w Wilczym Szańcu, 15 lipca 1944 roku

Pierwsza próba podjęta 15 lipca w Wilczym Szańcu – kwaterze najwyższego dowództwa wojskowego – się nie powiodła, ponieważ Hitler wcześniej opuścił salę narad . Kolejna została zaplanowana na 20 lipca .
Stauffenberg przybył na miejsce wraz ze swoim adiutantem, Wernerem von Haeftenem. Odbył najpierw kilka spotkań, m.in. z rotmistrzem Leonhardem von Möllendrofem, Erichem Fellgieblem i Wilhelmem Keitlem. Rozmowę Stauffenberga z Keitlem zakończyło wejście Adolfa Heusingera (1897–1982), który przekazał informację o rozpoczynającej się zaraz naradzie z Hitlerem. Narada z Hitlerem została przesunięta o pół godziny wcześniej na 12:30 z powodu oczekiwanej po południu wizyty Benito Musolliniego. Brak czasu spowodował, że Stauffenberg zdążył uzbroić zaledwie jeden ładunek wybuchowy, co przesądziło o późniejszych wydarzeniach w pokoju konferencyjnym.
W tym samym czasie spiskowcy w Berlinie pozostawali w gotowości do przejęcia, m.in. Friedrich Olbricht, kapitan Ulrich Wilhelm Schwerin von Schwanenfeld, Generaloberst Erich Hoepner, wiceprezydent policji Fritz-Dietlof von der Schulenburg, Oberregierungsrat Peter Yorck von Wartenburg, Eugen Gerstenmaier i brat Stauffenberga Berthold. Spiskowcy liczyli na to, że przełożony Olbrichta, generał Friedrich Fromm, przyłączy się do spisku. Rozkazy dla Armii Rezerwowej miały być rozesłane w jego imieniu, nawet gdyby Fromm odmówił współpracy i musiał zostać zaaresztowany.
Wniesienie bomby do sali narad nie przedstawiało trudności, ponieważ uczestnicy spotkań nie byli przeszukiwani. By ustawić bombę w bezpośrednim sąsiedztwie Hitlera, Stauffenberg poprosił Ernsta von Freyenda o przydzielenie mu miejsca przy stole jak najbliżej Führera, motywując swoją prośbę osłabionym słuchem. Po wejściu na salę narad Stauffenberg ustawił teczkę pod stołem w pobliżu Hitlera, po czym opuścił pomieszczenie pod pretekstem konieczności odbycia ważnej rozmowy telefonicznej z Berlinem.
Wybuch bomby ranił większość z obecnych na naradzie, przy czym Hitler odniósł lekkie rany, które nie stanowiły zagrożenia życia. Stauffenberg obserwował eksplozję z odległości 200 m. Według relacji Fellgiebla miał widzieć, jak z baraku wynoszono ciało okryte płaszczem Hitlera, co przekonało go o pełnym powodzeniu zamachu. Przekonany o sukcesie udał się z von Haeftenem do Berlina. Fellgiebel przekazał informacje do Berlina o niepowodzeniu zamachu, przez co Olbricht zwlekał z wydaniem rozkazu do puczu .
Po powrocie do Berlina Stauffenberg przekazał informacje o śmierci Hitlera a Mertz von Quirnheim przekonał Olbrichta do postawienia w stan gotowości oddziałów rezerwy Wehrmachtu . Po przybyciu do kwatery spiskowców przy Bendlerstraße, Stauffenberg stwierdził, że nie podjęto innych kroków. Spiskowcy aresztowali generała Fromma, który odmówił wykonania rozkazów operacji Walkirii, wobec czego Stauffenberg wydał rozkazy do puczu sam, alarmując oddziały w kraju i za granicą. Jednocześnie Joseph Goebbels ogłosił w radio, że Hitler przeżył zamach . Wobec sprzecznych informacji, większość oficerów wstrzymała się od działania .
Wieczorem dowódca jednego z zaalarmowanych przez spiskowców batalionu Berliner Wachbatalion, major Otto Ernst Remer (1912–1997), który był odpowiedzialny za zamknięcie dzielnicy rządowej i aresztowanie Goebbelsa, po rozmowie z Goebbelsem zaangażował się w stłumienie puczu .

### Egzekucja

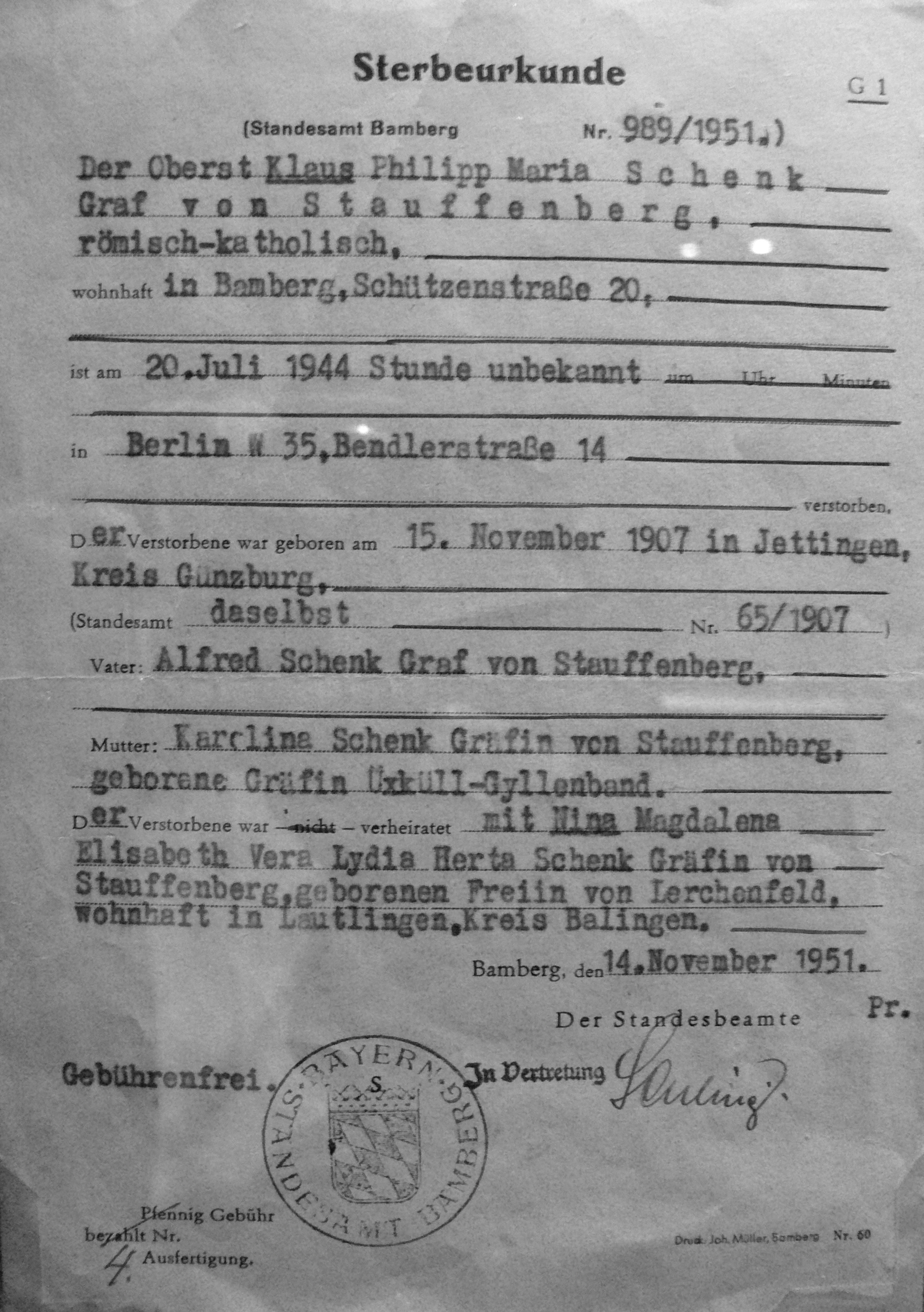
Akt zgonu Clausa von Stauffenberga

Późnym wieczorem, uwolniony Fromm wydał rozkaz aresztowania Stauffenberga i innych spiskowców i ich natychmiastowego rozstrzelania za zdradę stanu . Wyrok kary śmierci został wydany przez pospiesznie zwołany trybunał wojenny, złożony z Fromma i jego podwładnych: 

W imieniu Führera trybunał wojenny zwołany przeze mnie ogłosił wyrok: pułkownik von Mertz, generał Olbricht, pułkownik, którego imienia nie będę wspominał, i porucznik von Haeften są skazani na śmierć

Stauffenberg i inni spiskowcy skazani przez Fromma na śmierć zostali rozstrzelani przez pluton egzekucyjny na dziedzińcu Bendlerblocku. Claus von Stauffenberg przed śmiercią powiedział: 

Niech żyją święte Niemcy

Rozstrzelani zostali pochowani w mundurach na cmentarzu w Schönebergu, lecz Himmler rozkazał ich ekshumację i spalenie. Prochy zostały rozrzucone po polach .
Brat Stauffenberga Berthold został aresztowany, skazany na śmierć przez Trybunał Ludowy i stracony 10 sierpnia 1944 roku.

## Życie prywatne

### Rodzina
Stauffenberg poślubił Ninę von Lerchenfeld (1913–2006) w dniu 26 września 1933 roku w Bambergu .
Mieli pięcioro dzieci: Bertholda (ur. 1934), Heimerana (ur. 1936), Franza Ludwiga (ur. 1938), Valerie (ur. 1935) i Konstanze (ur. 1945) . Ich najstarszy syn, Berthold, został generałem nowej zachodnioniemieckiej armii, Bundeswehry, Heimeran przedsiębiorcą, Franz-Ludwig politykiem CSU, członkiem Bundestagu i Parlamentu Europejskiego a Konstanze pisarką, która w 2008 roku wydała biografię matki Nina Schenk Gräfin von Stauffenberg: ein Porträt.
Bratową Stauffenberga była pilot i konstruktorka lotnicza, kapitan Melitta Schenk Gräfin von Stauffenberg (1903–1945) .

### Sippenhaft
Po zamachu, w swojej przemowie w Poznaniu Himmler zapowiedział, że rodzina Stauffenbergów zostanie zgładzona do ostatniego jej członka, jednak nie wydał systematycznych rozkazów w celu zastosowania odpowiedzialności rodzinnej. Aresztowano członków bliższej i dalszej rodziny, m.in. brata Alexandra i jego żonę Melittę, ciężarną wdowę Ninę, matkę i wujów, a dzieci Stauffenberga wysłano do sierocińca w Bad Sachsa.

## Odznaczenia
- 2 października 1936 – Odznaka za Służbę Wojskową IV Klasy[52]
- 1 kwietnia 1938 – Odznaka za Służbę Wojskową III Klasy[52]
- 1940 – Krzyż Żelazny I klasy[53]
- 1941 – Order Waleczności IV Klasy[53]
- 1942 – Order Krzyża Wolności III Klasy[53]
- 1943 – Złota Odznaka za Rany[53]
- 20 kwietnia 1943 – Medal Kampanii Włosko-Niemieckiej w Afryce[52]
- 8 maja 1943 – Złoty Krzyż Niemiecki[52]

## Upamiętnienie

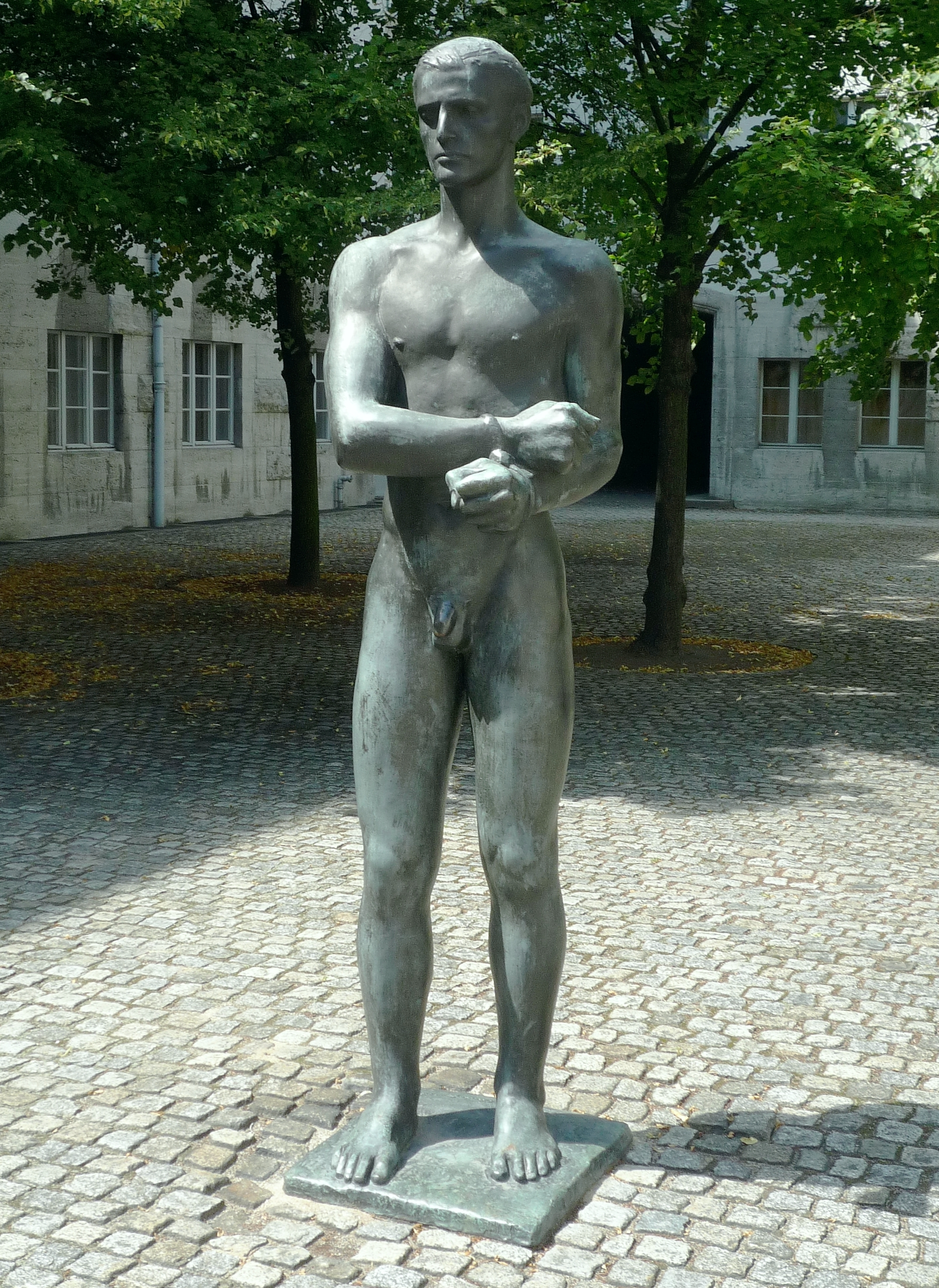
Pomnik upamiętniający spiskowców na dziedzińcu Bendlerblocku

Dziś, z uwagi na ważną rolę, jaką odegrał w spisku 20 lipca, Claus von Stauffenberg uznawany jest za symbol niemieckiego ruchu oporu przeciwko reżimowi nazistowskiemu.
20 lipca 1953 roku, na dziedzińcu Bendlerblocku, gdzie rozstrzelano spiskowców, odsłonięto pomnik z brązu autorstwa Richarda Scheibe, przedstawiający młodego człowieka z symbolicznie związanymi rękoma. 20 lipca 1955 roku ulica Bendlerstraße została przemianowana na Stauffenbergstraße. 20 lipca 1968 roku w gmachu Bendlerblocku otwarto stałą wystawę dokumentującą działalność niemieckiego ruchu oporu.
Miejsca upamiętniające Stauffenberga znajdują się w Stuttgarcie i jego rodzinnym Lautlingen .